# Никола Митровић (фудбалер)
Никола Митровић (Крушевац, 2. јануар 1987) је српски фудбалер који игра на средини терена. Био је члан генерације Партизана која је освојила дуплу круну у сезони 2007/08.

## Каријера
Митровић је 1997. године почео да тренира фудбал у Напретку у родном Крушевцу.
У јулу 2007. године је потписао трогодишњи уговор са Партизаном. Одиграо је 18 утакмица у сезони у којој је Партизан освојио дуплу круну.
Први део сезоне 2008/09. проводи у Напретку (на позајмици), а пролећни део у екипи Волга Нижњи Новгород. У Волги је одиграо још једну полусезону, а затим се вратио у Напредак, где је играо до лета 2010. године.
Лета 2010. године потписује за Ујпешт. Сезона 2010/11. му је једна од најбољих у каријери. Одиграо је 29 утакмица у лиги (1 гол и 12 асистенција) и 5 у купу (2 гола и 3 асистенције). Наредног лета потписује двогодишњи уговор са шампионом Мађарске Видеотоном. У Видеотону је провео две сезоне. У сезони 2012/13. је одиграо пет утакмица и у групној фази Лиге Европе.
У августу 2013. године је потписао за Макаби из Тел Авива. У сезони 2013/14. је одиграо свих шест утакмица у групној фази Лиге Европе и уписао једну асистенцију, у победи од 4:2 против Ајнтрахт Франкфурта. Помогао је екипи да први пут у историји клуба, презими у Европи. У шеснаестини финала је одиграо обе утакмице против Базела, где је Макаби елиминисан укупним резултатом 3:0. На крају сјајне сезоне је освојио и титулу првака Израела. Наредне сезоне, Макаби није успео да се квалификује у неко европско такмичење, али је освојио сва три трофеја у Израелу: Првенство Израела, Куп Израела и Тото Куп. У сезони 2015/16. Макаби по други пут у својој историји улази у групну фазу Лиге шампиона. Митровић је одиграо пет од шест утакмица у квалификацијама. Свој деби у најелитнијем европском клупском такмичењу имао је против Челсија на Стамфорд бриџу.

## Репрезентација
За сениорску репрезентацију Србије наступио је у пријатељском сусрету са Јапаном (3:0) у априлу 2010. године.

## Трофеји

### Партизан
- Првенство Србије (1) : 2007/08.
- Куп Србије (1) : 2007/08.

### Видеотон
- Лига куп Мађарске (1) : 2012.
- Суперкуп Мађарске (2) : 2011, 2012.

### Макаби Тел Авив
- Премијер лига Израела (2) : 2013/14, 2014/15.
- Куп Израела (1) : 2014/15.
- Тото Куп (1) : 2014/15.